# Marie-Georges Picquart
Marie-Georges Picquart, född den 6 september 1854 i Strasbourg, död den 19 januari 1914 i Amiens, var en fransk militär.

## Biografi
Picquart utexaminerades 1874 från militärskolan École Spéciale Militaire de Saint-Cyr. Han blev 1880 kapten, utmärkte sig under fälttågen i Annam och Tonkin, blev 1887 bataljonschef, anställdes vid generalstaben och bevistade som krigsministeriets ombud den första processen mot dåvarande kapten Dreyfus (1894). Picquart efterträdde i juli 1895 överste Sandherr som chef för generalstabens kunskaparavdelning och kom som sådan till allt starkare övertygelse, att det inte var Dreyfus, utan major Esterházy som skrivit det papper, som vars författare den dömande krigsrätten ansett Dreyfus. 
Under den fortsatta Dreyfusprocessen avlägsnades Picquart som överstelöjtnant och chef för ett tiraljörregemente från Paris till södra Algeriet. Han återkallades för att vittna i Zolàprocessen, satt en tid arresterad, vittnade under den nya processen i Rennes 1899, lämnade därpå armén och ägnade sig åt publicistisk verksamhet, särskilt i Clemenceaus tidning "Aurore", Sedan kassationsdomstolen (juli 1906) upphävt den i Rennes över Dreyfus fällda krigsrättsdomen, återinträdde Picquart i armén, erhöll genast brigadgenerals grad och utnämndes i september samma år till divisionsgeneral. 
Han var därefter oktober 1906-juli 1909 krigsminister i Clemenceaus ministär och visade som sådan allmänt erkänd duglighet. Hösten 1909 blev Picquart chef för 2:a armékåren. Hans plötsliga frånfälle till följd av ett olycksfall under ridning väckte djup förstämning, och som ett erkännande av hans verksamhet för sanningens uppdagande i Dreyfusaffären beslöt parlamentet, att hans begravning skulle ske på statens bekostnad.